# Passagerarrättigheter inom Europeiska unionen
Passagerarrättigheter inom Europeiska unionen innefattar rättigheter för passagerare vid flyg-, tåg-, båt- och bussresor. Rättigheterna varierar beroende på transportslag, men syftar alla till att kompensera för passagerarens svaga ställning gentemot transportören. Rättigheterna gäller framför allt gränsöverskridande resor, men i vissa fall även resor inom en medlemsstat.
Passagerarrättigheterna utgör en viktig del av den gemensamma transportpolitiken, som är ett delat befogenhetsområde inom Europeiska unionen. De regleras genom fyra olika förordningar.

## Historia
De första passagerarrättigheterna inom EU fastställdes genom en förordning 1991, då flygpassagerare som nekades ombordstigning fick rätt till kompensation. Dessa rättigheter utökades 2004 till att även gälla bland annat förseningar. Genom ett förhandsavgörande av EU-domstolen 2009 konstaterades att flygförordningen är giltig och förenlig med EU-fördragen.
2007 antogs ytterligare en förordning om tågresenärers rättigheter. Denna följdes av ytterligare två förordningar, en för båtpassagerare 2010, och en för bussresor 2011.
I mars 2021 konstaterade Europeiska unionens domstol att en strejk som organiseras av en fackförening för personal vid ett flygbolag och som syftar till att driva igenom lönehöjningar inte ska betraktas som en extraordinär händelse som befriar flygbolaget från ansvar att betala ersättning för inställda eller kraftigt försenade resor.
Den 7 juni 2023 blev en ny förordning om tågresenärers rättigheter tillämplig.
I november 2023 föreslog Europeiska kommissionen flera lagförslag för att stärka passagerarrättigheterna inom unionen med hänsyn till erfarenheterna under covid 19-pandemin.

## Rättslig grund
Passagerarrättigheterna finns fastställda i en rad olika rättsakter, som har sin rättsliga grund i fördraget om Europeiska unionens funktionssätt, mer precist artikel 91 för tåg- och busstrafik och artikel 100.2 för flyg- och båttrafik. Bestämmelserna fastställs av Europaparlamentet och Europeiska unionens råd i enlighet med det ordinarie lagstiftningsförfarandet.

## Rättigheter efter transportslag

### Rättigheter för flygpassagerare
Förordningen om flygpassagerares rättigheter fastställer bland annat rätten till kompensation vid förseningar eller nekad ombordstigning. Beroende på flygresans längd kan passageraren ha rätt till kompensation på mellan 250 euro och 600 euro. Förordningen föreskriver ekonomisk kompensation för passagerare vid inställda flygningar, vilket genom rättspraxis fastställd av EU-domstolen även gäller passagerare vars flygningar är försenade mer än tre timmar. EU-domstolen har slagit fast att rätten till kompensation även gäller i vissa fall när en passagerare redan innan incheckningen har påbörjats underrättas om att ombordstigning kommer att nekas. EU-domstolen har även slagit fast att rätten till kompensation vid försenat flyg endast föreligger om passageraren verkligen har gått ombord flygplanet och fullföljt resan.

### Rättigheter för båtpassagerare
Båtpassagerare har rätt till mellan 25 och 50 procent av biljettpriset i kompensation vid betydande förseningar. Hur stor kompensation man har rätt till beror på resans längd och omfattningen av förseningen.